# Verzegnis
Verzegnis (friülà Verzegnis) és un municipi italià, dins de la província d'Udine. És situat a la Cjargne. L'any 2007 tenia 924 habitants. Limita amb els municipis de Cavazzo Carnico, Enemonzo, Preone, Tolmezzo, Tramonti di Sotto (PN), Villa Santina i Vito d'Asio (PN).

## Fraccions
- Assais (Dassaias)
- Dueibis (Dueibas)
- Pusea (Pusjea)
- Pozzis (Poças)

## Administració
| Període | Identitat     | Partit        |
| ------- | ------------- | ------------- |
| 2004-   | Luciano Sulli | Llista cívica |